# Lapis Erika
Lapis Erika (Szarvas, 1981. június 5. –) Jászai Mari-díjas magyar színésznő.

## Életpályája
1995–1999 között a Békéscsabai Evangélikus Gimnázium drámatagozatos hallgatója volt. 1999–2002 között a Shakespeare Színművészeti Akadémia tanulója volt. 2002–2006 között a debreceni Csokonai Színház tagja volt. 2007–2018 között a dunaújvárosi Bartók Kamaraszínház tagja volt, továbbá a Madách Színházban és Békéscsabán játszott. 2017-től a tatabányai Jászai Mari Színház művésze és 2020-ig a Színház- és Filmművészeti Egyetem drámainstruktor szakos hallgatója.

### Magánélete
Férje Király Attila színművész. 2018-ban lánygyermekük született.

## Fontosabb színházi szerepei
- Shakespeare: Lear király – Regan
- Barta Lajos: Szerelem – Lujza
- O’Neill: Boldogtalan hold – Josie
- Feydeau: Bolha a fülbe – Raymonde
- Lorca: Bernarda Alba háza – Angustias
- Brecht: Kurázsi mama és gyermekei – Néma Kattrin
- Csehov: Cseresznyéskert – Varja
- Molière: Úrhatnám polgár – Nicole
- Lindsay: Örbe ügő – Heidi
- Szabó Magda: Kígyómarás – Jolán
- Racine: Phaedra – Phanope
- Presser-Fejes: Jó estét nyár, jó estét szerelem - Zsuzsanna
- Willy Russel: Vértestvérek – Mrs. Johnstone
- Leigh-Darion-Wassermann: La Mancha lovagja - Aldonza
- Masteroff-Kander-Ebb: Kabaré - Sally Bowles
- Bolba-Galambos-Orosz-Szente-Szirtes: Poligamy - A házisárkány
- Andresson-Ulveaus-Johnson: Mamma Mia! - Lisa
- Szép Ernő: Május! - Ida kisasszony
- Presser-Sztevanovity-Horváth: A padlás – Kölyök
- Kiss Csaba: A Kaméliás hölgy – Marguerite Gautier
- Goldoni: Mirandolina – Mirandolina
- Urs Widmer: Top Dogs – Anna Bosch
- Örkény István: Kulcskeresők – Fórisné
- Moliére: Amphitryon – Charis
- T. Williams: Az ifjúság édes madara – Miss Lucy
- Lőrinczy: Celestina – Elicia
- G. Feydeau: Bolha a fülbe – Raymond
- Vajda Katalin: Anconai szerelmesek – Drusilla
- Chicago – Velma Kelly

## Filmes és televíziós szerepei
- Casino (2011)
- …a szomszéd tehene (2024)

## Díjai, elismerései
- Jászai Mari-díj (2019)[9]